# Nucli de Masricart
El Nucli de Masricart és un centre històric de la Canonja (Tarragonès) protegit com a Bé Cultural d'Interès Local.

## Descripció
El conjunt de Masricart era comprès entre el territori de la Canonja i la Pineda. Del seu origen en parlen les moltes inscripcions i làpides que s'han anat trobant en el seu territori. Segurament en època romana hagués estat una de les nombroses viles que envoltaven la ciutat romana de Tàrraco. Cal destacar l'existència del castell i que la façana de l'actual església és una torre de defensa, fet que indica que es va fortificar. Durant la guerra del francès Masricard quedà molt malmès i, a partir de 1848, es fusionà amb la Canonja.